# Ibrahim Ba
Ibrahim Ba (Dakar, 12 januari 1973) is een voormalig Franse voetballer die als laatste onder contract stond bij AC Milan. De rechtsbenige middenvelder is geboren in Senegal, maar bracht zijn jeugd door in Frankrijk. Hij heeft een dubbele nationaliteit, maar koos ervoor te spelen voor het Frans voetbalelftal. Midden jaren '90 werd Ba gezien als een groot talent, maar wist dat nooit helemaal waar te maken.

## Carrière
Hij startte zijn carrière bij Le Havre AC in 1991, en verhuisde in 1996 naar Girondins de Bordeaux. Met Bordeaux won hij in 1997 de Coupe de la Ligue, en in datzelfde jaar maakte hij zijn debuut voor Les Bleus. Het daaropvolgende seizoen kwam Ba's droom uit toen hij werd verkocht aan de Italiaanse topclub AC Milan. Zijn eerste seizoen daar was ook gelijk zijn beste; hij speelde 31 wedstrijden en scoorde daarin één keer. Zijn meest memorabele moment voor het Franse elftal kwam in juni 1997, tijdens een vriendschappelijke wedstrijd met het Braziliaanse elftal in Parijs. Hij nam een vrije trap vanaf 35 meter, en zijn zwenkende schot kwam via keeper Claudio Taffarel voor de voeten van Marc Keller, die uithaalde.
Hoewel Ba vaak werd gezien als een groot talent, wist hij dat nooit helemaal waar te maken. Hij werd buiten de selectie gelaten op het WK van 1998, toen Frankrijk op eigen bodem wereldkampioen werd. Dat was feitelijk het begin van een neerwaartse spiraal. Omdat hij bij Milan niet veel aan spelen toekwam werd hij uitgeleend aan AC Perugia, waar hij een been brak. Hij werd het seizoen daarop opnieuw uitgeleend, ditmaal aan Olympique Marseille. In 2003 brak hij definitief met Milan en verhuisde hij naar Bolton Wanderers in Engeland. Ook bij Bolton kon hij niet overtuigen, en het seizoen daarop verhuisde hij weer, ditmaal naar het Turkse Rizespor.
In 2005 werd hij verrassend gecontracteerd door het Zweedse Djurgården. Voor Zweedse begrippen was dit een spectaculair contract, en men dacht dat het spelen in een minder prestigieuze competitie Ba's oude kwaliteiten terug zou halen. Niets bleek minder waar. De meeste tijd bij Djurgården sleet hij op de bank, terwijl hij toekeek hoe zijn ploeggenoten het landskampioenschap en de beker wonnen. Begin 2006 werd besloten het contract te ontbinden. Hij trainde sindsdien mee met de selectie van AS Varese 1910 en kreeg vervolgens in juni 2007 een contract aangeboden bij zijn voormalige club AC Milan. Met behulp van de bekende en grootse medische staf van AC Milan hoopt Ibrahim Ba zijn carrière nieuw leven in te blazen. Op 21 mei 2008 kondigde hij het einde van zijn spelersloopbaan aan. Zijn medische problemen beletten het om nog te spelen. Hij wordt scout voor Milan in Afrika.

## Erelijst
- Finalist Coupe de la Ligue: 1997 (Bordeaux).
- Finalist Italiaanse Beker: 1998 (AC Milan).
- Landskampioen Italië: 1999 (AC Milan).
- Champions League: 2003 (AC Milan).
- Italiaanse Beker: 2003 (AC Milan).
- Zweedse Beker: 2005 (Djurgårdens)
- Landskampioen Zweden: 2005 (Djurgårdens)

## Trivia
- Zijn vader, Ibrahima Ba (16 mei 1951), was in zijn studententijd ook actief als voetballer. Hij was inzetbaar als verdediger of middenvelder bij de Franse club Le Havre AC. Met deze club zou hij promoveren naar de tweede divisie in 1979.